# Jan Houghton
Jan Houghton (ur. 1485, zm. 4 maja 1535 w Tyburn) – angielski kartuz (OCart.), prezbiter, opat, męczennik i święty Kościoła katolickiego. Towarzysze męczeństwa wymieniani razem z Janem Houghtonem Augustyn Webster, Robert Lawrence, Ryszard Reynolds.

## Życiorys
Pochodził z Essex. Ukończył studia prawnicze w Cambridge i został kapłanem diecezjalnym. Po czterech latach posługi w 1513 roku wstąpił do zakonu kartuzów. Został wybrany przeorem klasztoru pod Londynem. Odmówił uznania Anny Boleyn jako drugiej żony Henryka VIII. Sprzeciw wyrażony w tej sprawie wobec królewskich komisarzy spowodował jego aresztowanie. Po uwolnieniu Jan Houghton podjął się misji do wikariusza generalnego Kościoła anglikańskiego, Thomasa Cromwella, która miała przynieść złagodzenie treści zobowiązania supremacyjnego. W misji tej, powziętej po ogłoszeniu Aktu Supremacji, brał udział wraz z przeorami Robertem Lawrence'em z klasztoru kartuzów z Beauvale, Augustynem Websterem z klasztoru kartuzów z Axholm i Ryszardem Reynoldsem (ur. 1492) z zakonu świętej Brygidy. Aresztowani nie poddali się naciskom i odmawiali zmiany stanowiska w sprawie ogłoszonego dokumentu, za co zostali postawieni przed sądem. Proces zakończył się wyrokiem skazującym ich na karę śmierci. Byli pierwszymi ofiarami uchwalonego przez parlament Aktu Supremacji. Wyrok został wykonany przez poćwiartowanie. Jan Houghton był pierwszym straconym za odmowę uznania króla, Henryka VIII, najwyższym zwierzchnikiem Kościoła.
Beatyfikowany przez papieża Leona XIII 9 grudnia 1886 roku, a kanonizowany w grupie Czterdziestu męczenników Anglii i Walii przez Pawła VI 25 października 1970 roku.
Jego wspomnienie liturgiczne obchodzone jest w dzienną rocznicę śmierci i w grupie czterdziestu męczenników 25 października.